# Waterschap Rivierenland (Nederland)
Het waterschap Rivierenland is een waterschap in de provincies Zuid-Holland, Gelderland, Noord-Brabant en Utrecht. Het kantoor staat in Tiel. De dijkgraaf is Tanja Cuppen.

## Taken
Het waterschap heeft diverse taken op het gebied van de waterhuishouding. Volgens eigen terminologie draagt het zorg voor:
- veilige dijken (waterkeringen)
  - dijken en kades voldoende hoog, stevig en in goede conditie
- schoon water (waterkwaliteit)
  - schoon en helder water in sloten en plassen
  - afvalwater zuiveren middels rioolwaterzuiveringsinstallaties
- droge voeten (waterkwantiteit)
  - zorgen dat het (oppervlakte)water niet te hoog of te laag staat.
  - regenwater zo veel mogelijk vasthouden, zodat het in droge tijden benut kan worden
- vaarwegbeheer
  - voorzieningen aanleggen en in stand houden ten behoeve van de beroeps- en recreatievaart
  - verkeersregeling te water
- Omgaan met bewoners
  - Leren omgaan met bewoners
  - Rekening houden met gebiedssoorten (controverses tussen landelijk en stedelijk)

## Geschiedenis
Het waterschap Rivierenland is op 1 januari 2002 ontstaan uit de volgende vijf waterschappen:
- Polderdistrict Betuwe
- Polderdistrict Groot Maas en Waal
- Polderdistrict Tieler- en Culemborgerwaarden
- Waterschap van de Linge[1]
- Zuiveringsschap Rivierenland

Op 1 januari 2005 werden hieraan toegevoegd: 
- Hoogheemraadschap van de Alblasserwaard en de Vijfheerenlanden
- Hoogheemraadschap Alm en Biesbosch

Het huidige werkgebied strekt zich uit over het grensgebied van Hollandse, Gelderse en Brabantse invloeden. Zo ontvingen de Alblasserwaard en Altena dijkbrieven van graaf Floris V van Holland. De Betuwe, Bommelerwaard en Land van Maas en Waal ontvingen hun dijkbrieven van Reinoud II van Gelre. Alleen Alem ontving de dijkbrief van Jan IV van Brabant.

## Werkgebied
Het werkgebied van het waterschap Rivierenland beslaat de volgende gemeentes in de tabel hieronder, dit is echter niet het werkelijke werkgebied van het waterschap, want dit beslaat bijna al het land tussen de Nederrijn/Lek en de Maas, en dus niet de volledige gemeentes zoals hieronder genoemd.
| Naam                   | Provincie     | Inwoners | Oppervlakte in km² (waarvan water) |
| ---------------------- | ------------- | -------- | ---------------------------------- |
| Alblasserdam           | Zuid-Holland  | 20.306   | 10,06 (1,28)                       |
| Altena                 | Noord-Brabant | 58.293   | 226,64 (26,01)                     |
| Arnhem                 | Gelderland    | 167.651  | 101,54 (3,72)                      |
| Berg en Dal            | Gelderland    | 35.478   | 93,28 (6,97)                       |
| Beuningen              | Gelderland    | 26.723   | 47,09 (3,44)                       |
| Buren                  | Gelderland    | 27.777   | 142,92 (9,03)                      |
| Culemborg              | Gelderland    | 29.931   | 31,14 (1,85)                       |
| Drimmelen              | Noord-Brabant | 28.193   | 119,43 (24,25)                     |
| Druten                 | Gelderland    | 19.581   | 42,46 (4,82)                       |
| Gorinchem              | Zuid-Holland  | 38.682   | 21,93 (3,1)                        |
| Hardinxveld-Giessendam | Zuid-Holland  | 18.760   | 19,35 (2,44)                       |
| Heumen                 | Gelderland    | 16.839   | 41,54 (39,76)                      |
| Lingewaard             | Gelderland    | 47.342   | 69,14 (7,14)                       |
| Maasdriel              | Gelderland    | 26.190   | 75,46 (9,35)                       |
| Molenlanden            | Zuid-Holland  | 45.276   | 191,58 (9,85)                      |
| Neder-Betuwe           | Gelderland    | 25.701   | 67,46 (7,48)                       |
| Nijmegen               | Gelderland    | 187.011  | 57,63 (4,54)                       |
| Overbetuwe             | Gelderland    | 48.909   | 115,08 (5,89)                      |
| Papendrecht            | Zuid-Holland  | 32.174   | 10,79 (1,38)                       |
| Sliedrecht             | Zuid-Holland  | 26.270   | 14,01 (1,17)                       |
| Tiel                   | Gelderland    | 42.372   | 35,51 (2,63)                       |
| Vijfheerenlanden       | Utrecht       | 61.650   | 153,31 (6,9)                       |
| West Betuwe            | Gelderland    | 52.947   | 229,12 (13)                        |
| West Maas en Waal      | Gelderland    | 20.327   | 85,21 (8,45)                       |
| Wijchen                | Gelderland    | 41.543   | 69,56 (3,38)                       |
| Zaltbommel             | Gelderland    | 30.418   | 89,04 (9,66)                       |